# Anjialava Be
Anjialava Be of Anjialavabe is een plaats en commune in het noorden van Madagaskar, behorend tot het district Andapa dat gelegen is in de regio Sava. Een volkstelling in 2001 telde het inwonersaantal op 5.528.
De plaats biedt alleen lager onderwijs aan. De bevolking werkt er als landbouwer. De belangrijkste landbouwproducten zijn koffie en vanille, een ander belangrijk product is rijst.